# Золота медаль імені В. І. Вернадського Національної академії наук України
Золота медаль імені В. І. Вернадського Національної академії наук України — найвища відзнака НАН України, яку присуджують за видатні досягнення в галузі природничих, технічних та соціогуманітарних наук.
Медаль засновано у 2003 р. — в рік 85-річчя створення НАН України на честь першого президента Академії — видатного вченого, академіка В. І. Вернадського. Першим лауреатом став президент НАН України Борис Патон.
Щорічно присуджують дві золоті медалі імені В. І. Вернадського: одна — вітчизняному вченому і одна — зарубіжному. Медалі присуджують 12 березня — до дня народження В. І. Вернадського.
Медаль присуджують лише окремим особам персонально як за окремі наукові досягнення, так і за сукупність наукових праць. Одна і та ж особа не може бути нагороджена медаллю більше одного разу. Медаль не присуджують посмертно, окрім випадку, коли лауреат помер після прийняття рішення про його нагородження.
Право висунення кандидатів для присудження медалі надається:
- Дійсним членам, членам-кореспондентам та іноземним членам НАН України.
- Науковим установам, вищим навчальним закладам та науковим радам НАН України.
- Науковим та науково-технічним товариствам, іншим громадським об'єднанням учених.
- Науково-технічним (технічним) радам міністерств, відомств, науково-виробничих об'єднань, конструкторських бюро, промислових підприємств.

Експертна комісія НАН України, що призначається Президією НАН України з числа членів Національної академії наук України розглядає всі пропозиції щодо кандидатів на здобуття медалі. Рішення комісії щодо лауреатів приймається таємним голосуванням простою більшістю голосів присутніх членів комісії. У разі потреби проводиться другий та третій тури голосування. Результати голосування затверджуються Президією НАН України.
Вручення медалі відбувається в урочистій обстановці на річній сесії Загальних зборів НАН України. Лауреати золотої медалі імені В. І. Вернадського НАН України виступають на цій же сесії з науковими доповідями. Тексти виголошених доповідей публікуються у «Віснику Національної академії наук України».
За цей час Золотою медаллю імені В. І. Вернадського відзначені:
- у 2004 р. академік НАН України Б. Є. Патон здобув цю нагороду за видатні досягнення в галузі матеріалознавства;
- у 2005 р. академік НАН України та НАМН України П. Г. Костюк і професор Е. Сільвестр Візі (Угорщина) — за роботи з нейрофізіології та мембранології;
- у 2006 р. академік НАН України В. В. Скопенко за роботи з координаційної хімії й іноземний член НАН України академік РАН М. А. Плате (Росія) — за роботи з хімії і фізики полімерів;
- у 2007 р. академік НАН України Ю. О. Митропольський за дослідження у теорії диференційних рівнянь, створення асимптотичних методів нелінійної механіки і математичної фізики та їх застосування, а іноземний член НАН України академік РАН Ю. С. Осипов (Росія) — за розвиток теорії оптимального керування, теорії стабілізації руху нелінійних систем та їх застосування;
- у 2008 р. академік НАН України М. В. Попович за праці з філософії і професор Жорж Ніва (Франція) —  зі славістики;
- 2009 р. академік НАН України В. Г. Бар'яхтар за розробку теорії твердого тіла і статистичної фізики, а академік РАН України В. Г. Кадишевський (Росія) — за розвиток теорії елементарних частинок та квантової теорії поля;
- у 2010 р. академік НАН України В. О. Марченко за дослідження у галузі функціонального аналізу та математичної фізики, а професор Жан Бургейн (Бельгія) — за праці з теорії гармонічного аналізу, ергодичної теорії та теорії чисел [1].
- у 2011 р. академік НАН України М. П. Лисиця за видатні досягнення в галузі оптики і спектроскопії, а професор Мануель Кардона (Іспанія) — за видатні досягнення у фізиці та оптиці твердого тіла;
- у 2012 р. академік НАН України Б. І. Олійник за видатні досягнення в галузі української літератури та літературознавства, а академік Македонської академії наук і мистецтв Блаже Петров Ристовскі (Македонія) — за видатні досягнення в галузі слов'янської історії, літератури та мистецтвознавства;
- у 2013 р. академік НАН України М. В. Багров за видатні досягнення в галузі географії та геоекології, а іноземний член НАН України академік РАН М. П. Лавьоров — за видатні досягнення у галузі металогенії уранових родовищ, економіки мінеральних ресурсів та радіоекології;
- у 2014 р. академік НАН України О. М. Гузь та іноземний член НАН України професор Г. Манг (Австрія) — за визначні досягнення в галузі механіки деформівних тіл [2].